# Albert Eschenlohr
Albert Eschenlohr (Monaco di Baviera, 10 marzo 1898 – 9 dicembre 1938) è stato un calciatore tedesco, di ruolo centrocampista.